# Kassari (plaats)
Kassari (Duits: Kassar) is een plaats in de Estlandse gemeente Hiiumaa in de gelijknamige provincie. De plaats heeft de status van dorp (Estisch: küla). Het is een van de vier dorpen op het eiland Kassari, dat ten zuiden van het grotere eiland Hiiumaa ligt.
Tot in oktober 2017 behoorde het eiland Kassari tot de gemeente Käina. In die maand werden de vier gemeenten van de provincie Hiiumaa samengevoegd tot één gemeente Hiiumaa.

## Bevolking
Het dorp had 81 inwoners op 31 december 2011 en 77 inwoners op 31 december 2021.

## Ligging
Het dorp ligt in het centrum van het eiland, maar Sääretirp, de landtong aan de zuidwestkant van het eiland, hoort erbij.

## Geschiedenis
Het eiland Kassari had in de 17e eeuw de status van Wacke. Een Wacke was een administratieve eenheid voor een groep boeren met gezamenlijke verplichtingen. In het begin van de 18e eeuw werd een landgoed Kassar afgesplitst van het landgoed van Vaemla. Het landgoed heette oorspronkelijk Aunack, of ook wel Saaremõisa (‘eiland-landgoed’). In 1782 werd het genoemd als Kassar, ‘das früher Aunack hieß’ (‘dat vroeger Aunack heette’). Sinds 1765 behoorde het landgoed toe aan de familie von Stackelberg. Justus von Stackelberg was de laatste eigenaar voor het landgoed in 1919 door het door het onafhankelijk geworden Estland werd onteigend.
In 1920 werd een nederzetting Kassari genoemd op het terrein van het inmiddels onteigende landgoed. Rond 1939 kreeg ze de status van dorp. In 1977 werd het buurdorp Uusküla bij Kassari gevoegd.
Het landhuis van het landgoed ging in de jaren twintig van de 20e eeuw door brand verloren. Een aantal bijgebouwen is bewaard gebleven. In het voormalige huis van de opzichter is een dependance van het Hiiumaa Muuseum gevestigd (waarvan de hoofdvestiging in Kärdla zit). In Kassari ligt de nadruk op de geschiedenis van Hiiumaa.

## Foto's

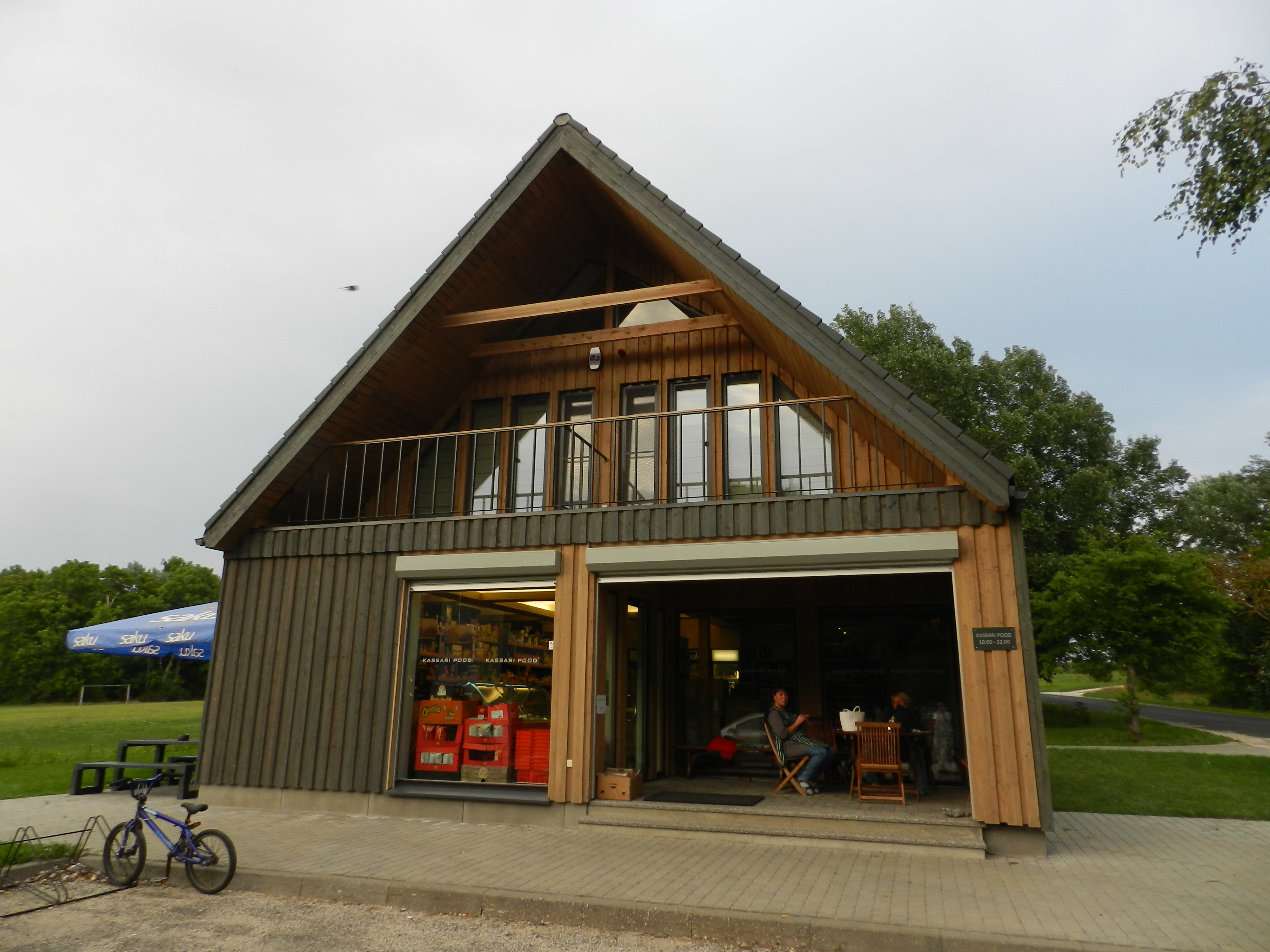
Dorpswinkel
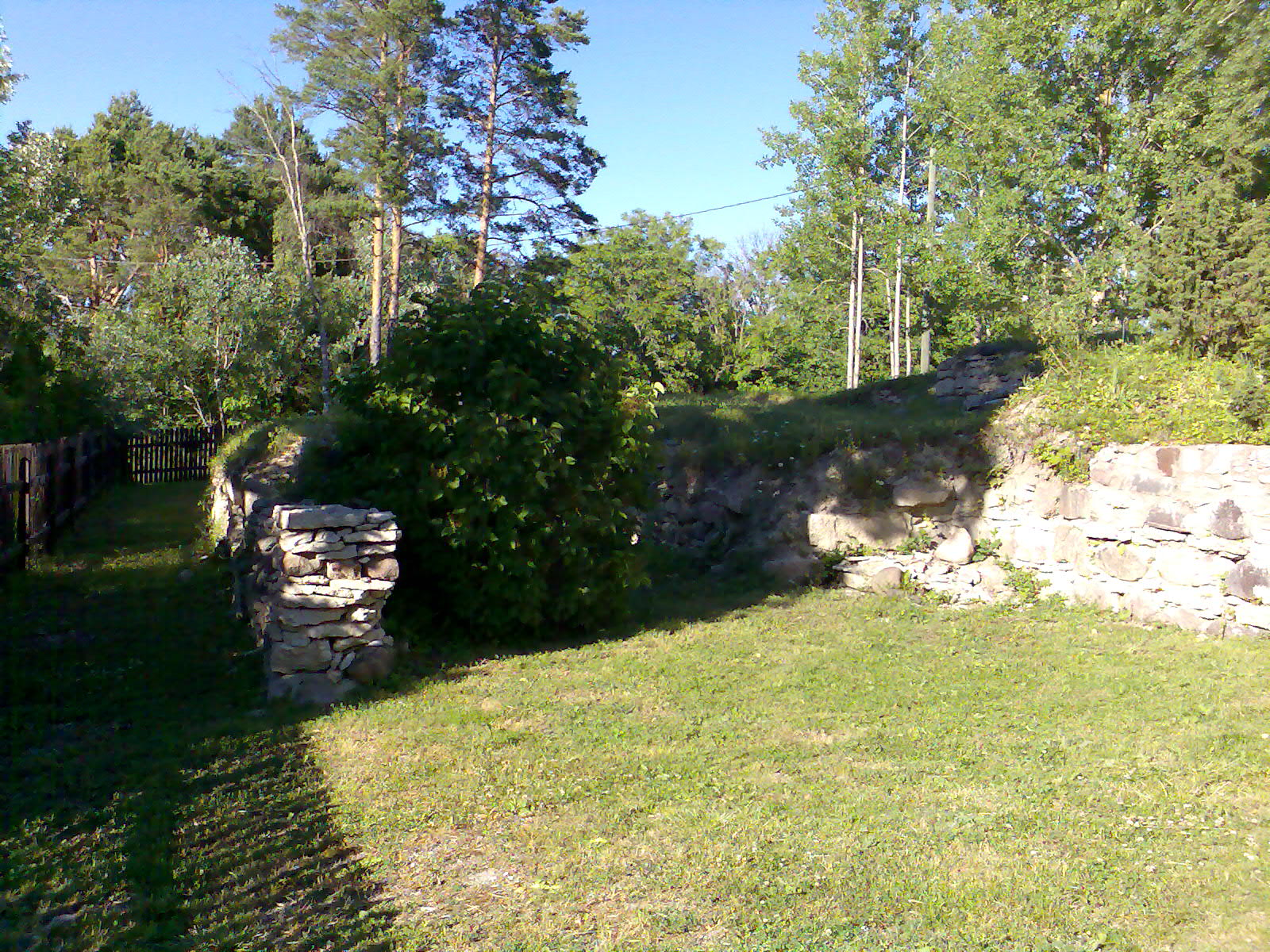
Restant van het landhuis
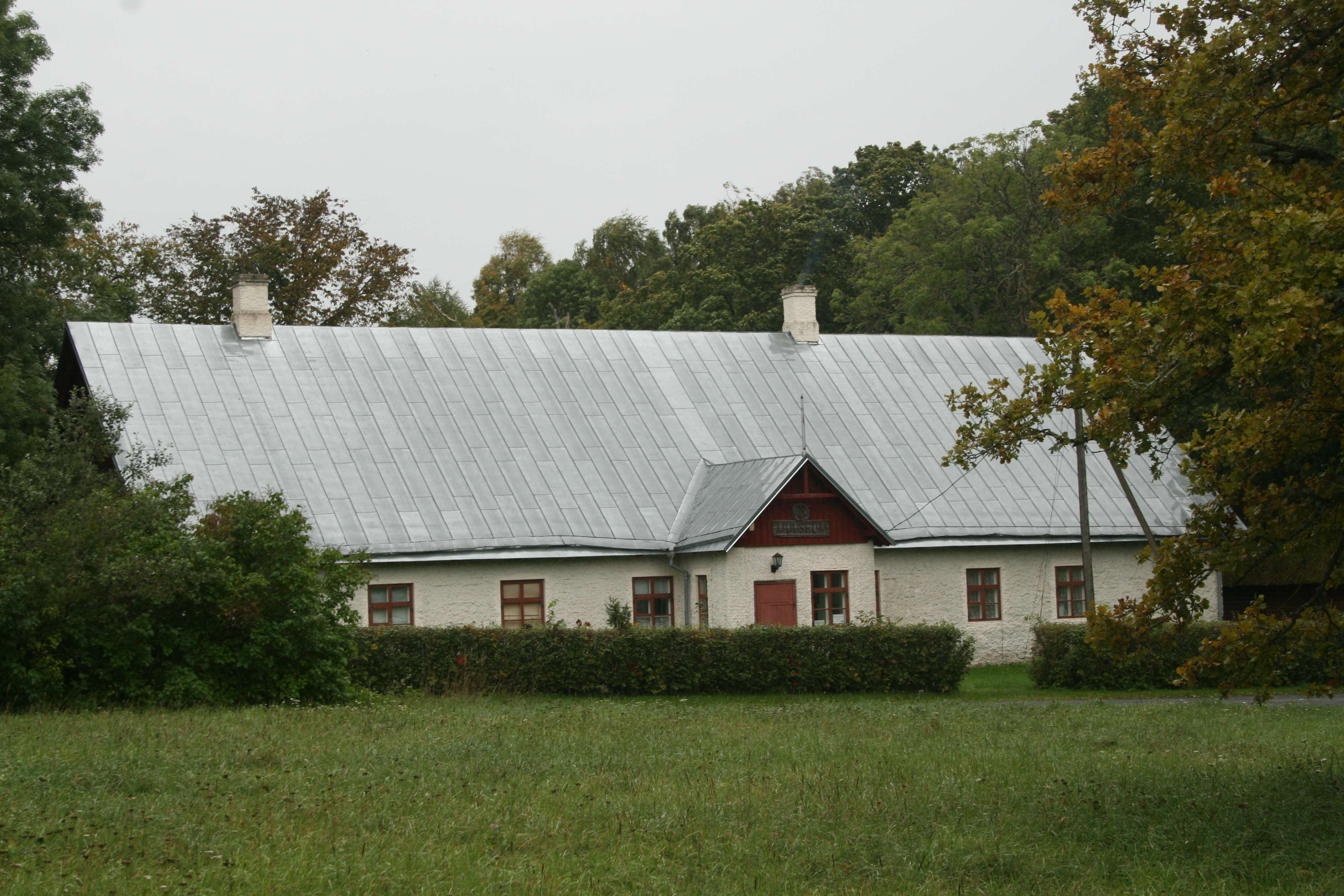
Het vroegere huis van de opzichter
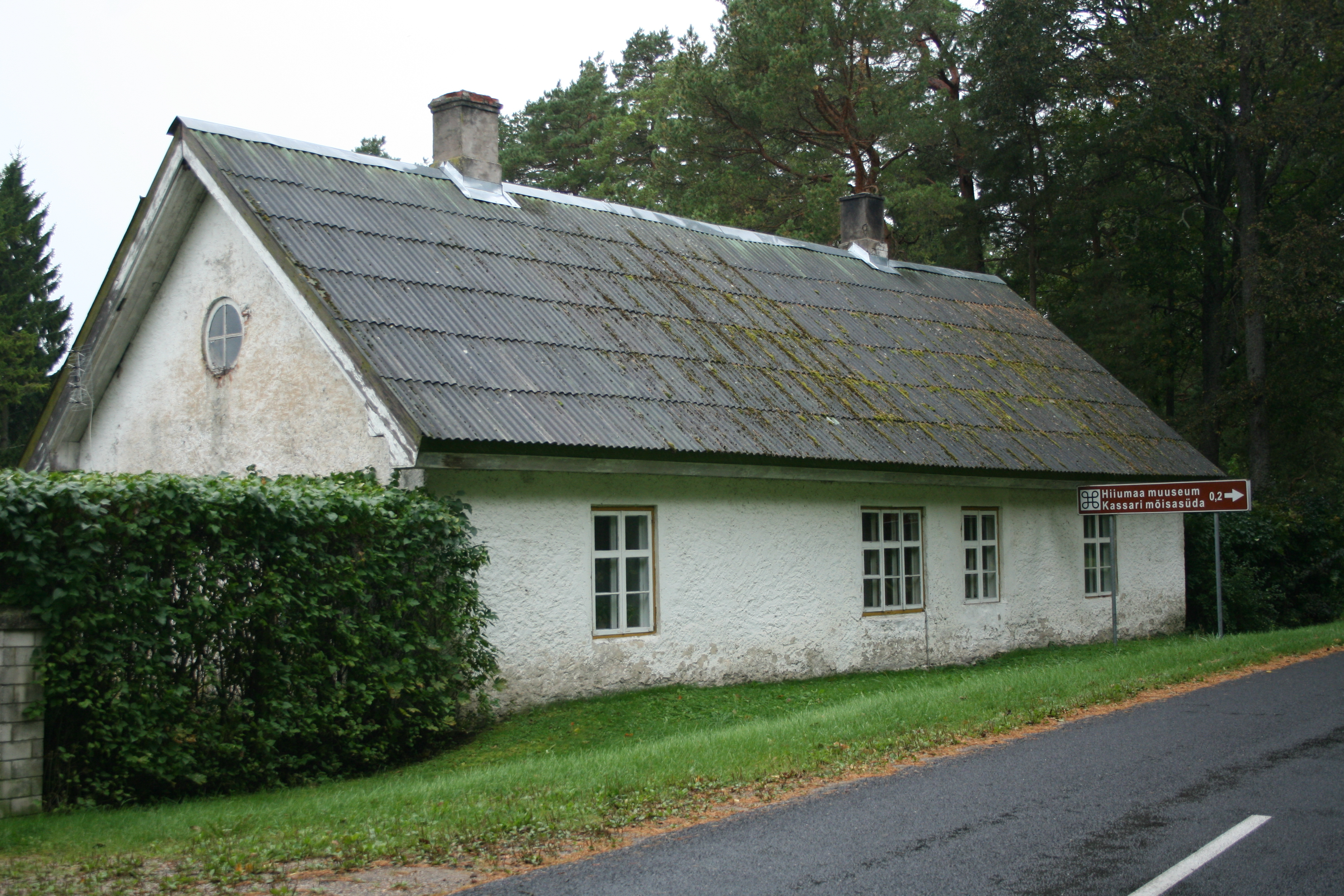
Voormalige voorraadschuur
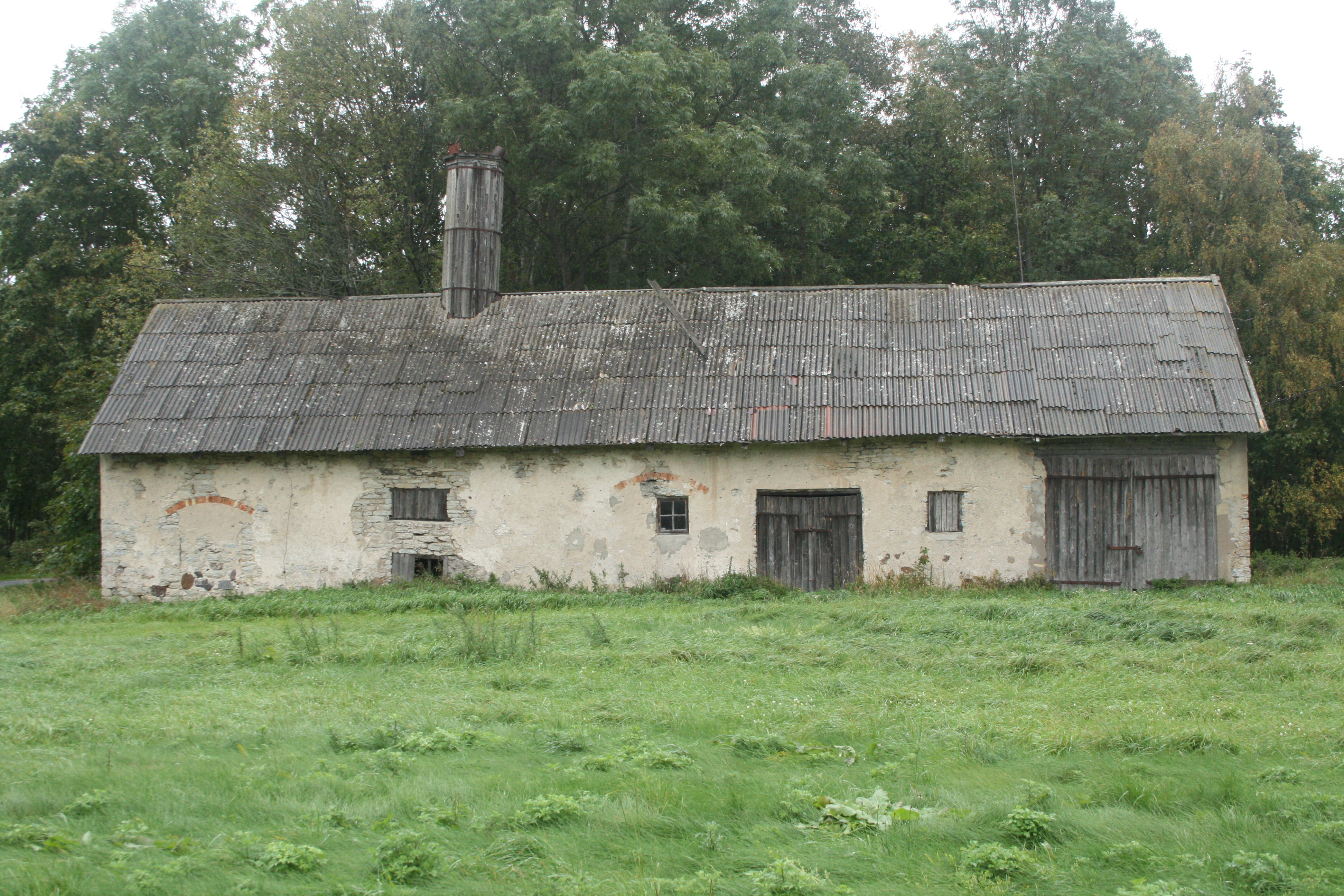
Voormalige droogschuur
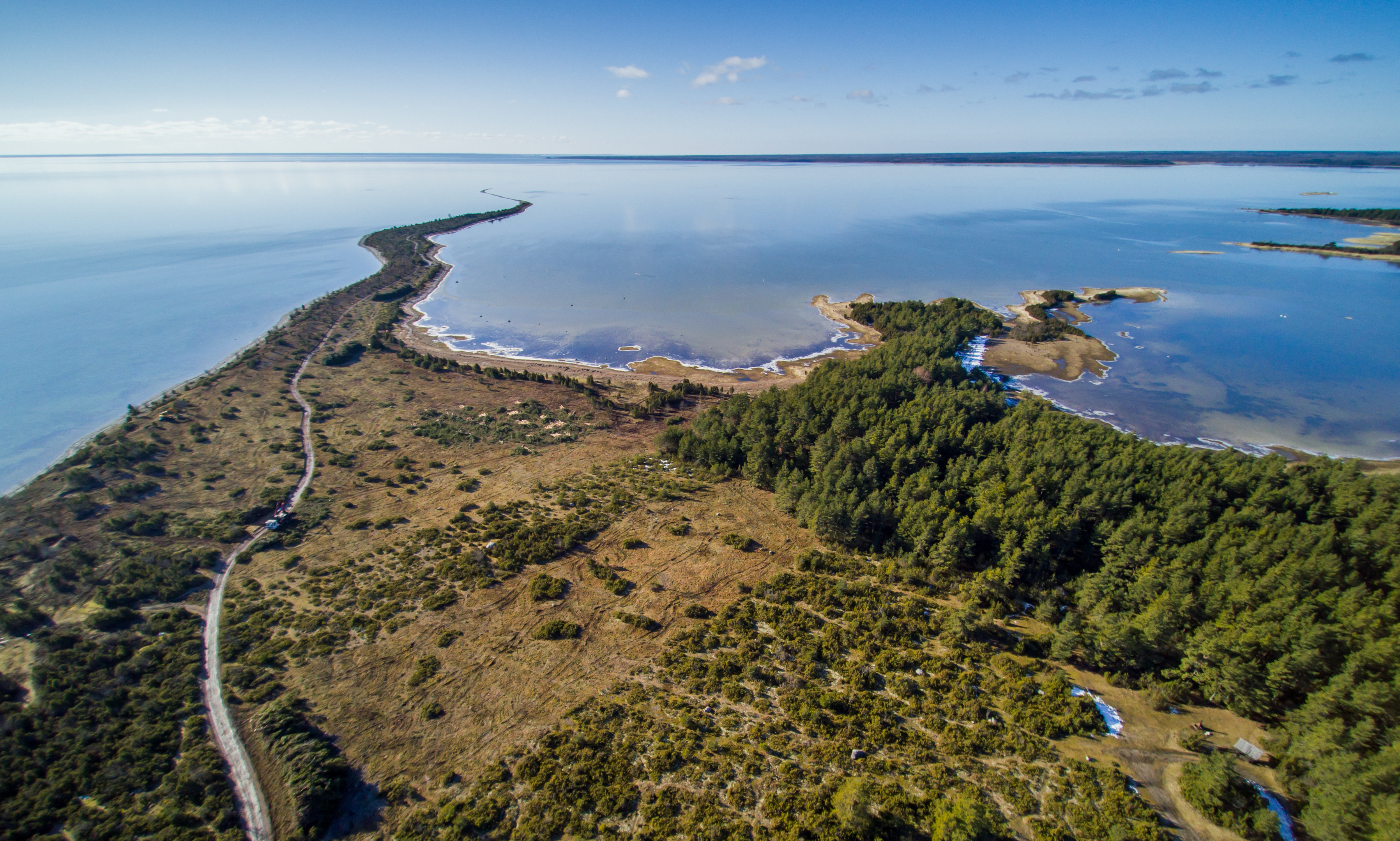
Sääretirp